# Paxi
Paxi (griechisch Παξοί (m. pl.)) ist eine griechische Inselgruppe im Ionischen Meer, die zu den Ionischen Inseln zählt und gleichzeitig eine Gemeinde im Regionalbezirk Kerkyra der Region Ionische Inseln bildet. Sie besteht aus den bewohnten Inseln Paxos oder Paxi und Andipaxos sowie zahlreichen weiteren unbewohnten Eilanden und Felsen. Sie hat 2.300 Einwohner (2011).

## Gemeindegliederung
Nach dem Anschluss der Ionischen Inseln an Griechenland bildete die Inseln Paxos mit Andipaxi ab 1866 die gleichnamige Provinz Paxi (Επαρχία Παξών Eparchía Paxón). Diese bestand aus den beiden Gemeinden Gaios (Δήμος Γαϊανών Dímos Gaianón) mit Sitz in Gaios und Lakkiotes (Δήμος Λακκιωτών Dímos Lakkiotón) mit Sitz in Longos. Beide Gemeinden wurden 1912 in vier Landgemeinden aufgeteilt und eine Korrektur des Inselnamens Andipaxi in Andipaxos vorgenommen. Zwischen 1957 und 1979 waren die Landgemeinde und der Ort Gaios in Paxi umbenannt worden. Mit der Gemeindereform 1997 erfolgte der Zusammenschluss der vier Landgemeinden zur Gemeinde Paxi mit Gaios als deren Sitz sowie die Auflösung der Provinz Paxos. Seit der Umsetzung der Verwaltungsreform 2010 zum 1. Januar 2011 gliedert sich die Gemeinde Paxi ohne Änderungen der Gebietszuschnitte entsprechend der Einwohnerzahl in den Stadtbezirk Gaios und drei Ortsgemeinschaften, die jeweils eigene lokale Vertretungen wählen.

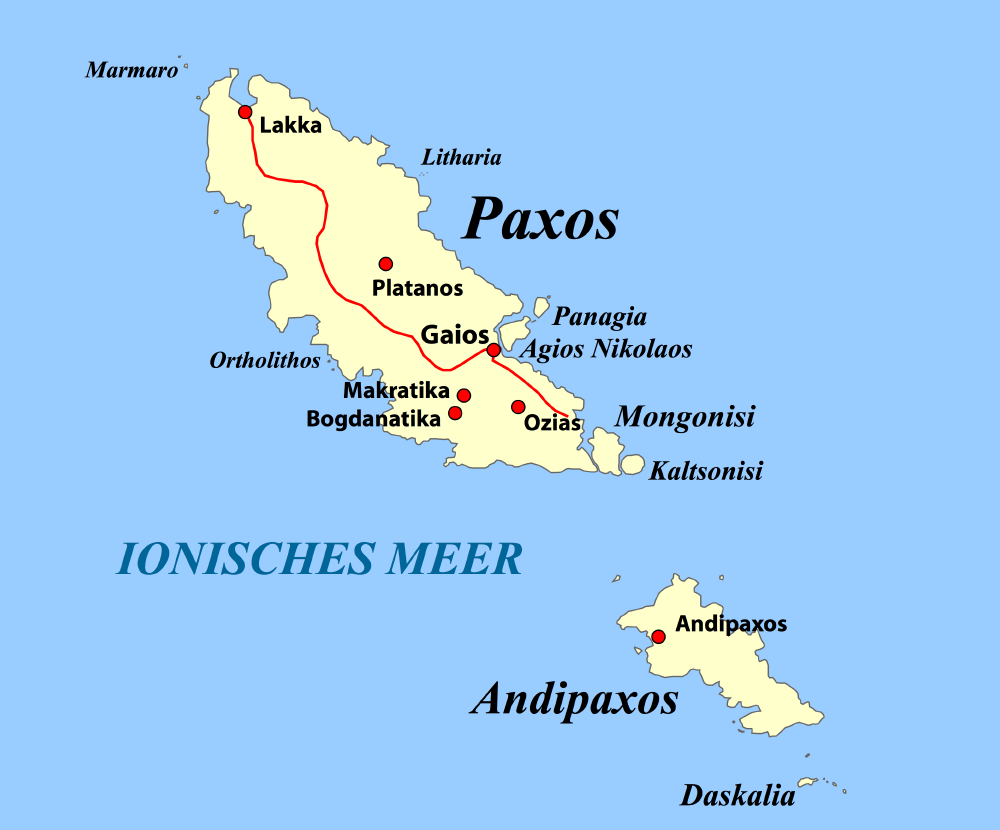
Lage der größeren Inseln und Dörfer

| Ortsgemeinschaft | griechischer Name         | Code     | Fläche (km²) | Einwohner 2001 | Einwohner 2011 | Dörfer, Wohnplätze und Inseln                                                                                      |
| ---------------- | ------------------------- | -------- | ------------ | -------------- | -------------- | --- |
| Gaios            | Δημοτική Κοινότητα Γαΐου  | 32020001 | 16,596       | 1326           | 1196           | Gaios, Andipaxos, Velianitatika, Vlachopoulatika Ieromonachos, Katsimatika, Makratika, Bogdanatika, Ozias, Panagia |
| Lakka            | Τοπική Κοινότητα Λάκκας   | 32020002 | 5,897        | 0416           | 0446           | Lakka, Apergatika, Aronatika, Grammatikeika, Dalietatika, Mastoratika, Moungelatika, Petratika                     |
| Longos           | Τοπική Κοινότητα Λογγού   | 32020003 | 3,102        | 0279           | 0298           | Longos, Anemogiannatika, Dendiatika, Kangatika, Kandogiannatika, Koutsi                                            |
| Magazia          | Τοπική Κοινότητα Μαγαζιών | 32020004 | 4,509        | 0417           | 0360           | Magazia, Arvanitakeika, Kourteika, Manesatika, Boikatika, Platanos                                                 |
| Gesamt           | Gesamt                    | 3202     | 30,104       | 2438           | 2300           | |

Die einzelnen Inseln
| Name                       | griechischer Name          | Lage                         |
| -------------------------- | -------------------------- | ---------------------------- |
| Marmaro (Exo Lithari)      | Μάρμαρο (Έξω Λιθάρι)       | 39° 14′ 29″ N, 20° 7′ 21″ O  |
| Paxos (Paxi)               | Παξός (Παξοί)              | 39° 12′ 25″ N, 20° 9′ 49″ O  |
| Ortholithos                | Ορθόλιθος                  | 39° 11′ 44″ N, 20° 9′ 6″ O   |
| Litharia 4 kleine Felsen   | Λιθάρια                    | 39° 13′ 29″ N, 20° 10′ 15″ O |
| Agios Nikolaos (Ai Nikola) | Άγιος Νικόλαος (Αη Νικόλα) | 39° 12′ 0″ N, 20° 11′ 20″ O  |
| Panagia                    | Παναγία                    | 39° 12′ 15″ N, 20° 11′ 40″ O |
| Lithari                    | Λιθάρι                     | 39° 12′ 20″ N, 20° 11′ 46″ O |
| Agios Ioannis              | Άγιος Ιωάννης              |                              |
| Mongonisi                  | Μογγονήσι                  | 39° 10′ 54″ N, 20° 12′ 28″ O |
| Kaltsonisi Kaltsionisi     | Καλτσονήσι Καλτσιονήσι     | 39° 10′ 46″ N, 20° 12′ 47″ O |
| Katergo                    | Κάτεργο                    |                              |
| Andipaxos                  | Αντίπαξος                  | 39° 6′ 57″ N, 20° 13′ 54″ O  |
| Daskalia                   | Δασκάλια                   | 39° 7′ 49″ N, 20° 14′ 56″ O  |
| Plaka                      | Πλάκα                      |                              |
| Psilos                     | Ψηλός                      |                              |
| Trypitos                   | Τρυπητός                   |                              |
| Bourdoumbou                | Μπουρδουμπού               |                              |
| Xerosfoungaria             | Ξεροσφουγγάρια             |                              |